# Альфаро, Хакаранда
Хакара́нда Альфа́ро (исп. Jacaranda Alfaro; в рус. также встречается написание имени Якаранда Альфаро) (род. 1956) — мексиканская актриса кино, телевидения, театра и эротическая фотомодель. Телезрителям России наиболее известна по сериалам «Никто, кроме тебя» и «Дикая Роза».

## Краткая биография
Родилась в 1956 году. На экране дебютировала в 1980 году, за период своей карьеры снявшись более чем в полусотни кино и телепроектах.
Мексиканские многосерийные телефильмы с участием Хакаранды Альфаро «Никто, кроме тебя», «Единокровка», «Непокорная» и «Дикая Роза» в своё время пользовались большой популярностью во многих странах мира. В 1985 году Альфаро была номинирована на премию «TVyNovelas» в номинации «Лучшее женское откровение» за роль в телесериале «Единокровка», но однако проиграла. Характерная роль обманутой хладнокровной красавицы Ирмы в «Дикой Розе» оказалась очень успешной для актрисы, так как именно после выхода этого телесериала она начала наиболее активно сниматься. Позднее принимала участие только в кинофильмах, за исключением съёмок в телесериале «Попробуй забыть меня» 2001 года. Пик её творчества пришёлся на сезон 1989—1991 годов, так как за этот период времени она снялась, ни много ни мало, в 25-ти фильмах. В начале 1980-х годов, ещё делая первые шаги творческой карьеры, Альфаро снялась в популярной кинокартине в жанре эксцентричной комедии «Козочка» (также оригинальные названия фильма в переводе с фр. — «Приманка» и «Ловля на живца»). Этот фильм, снятый совместно кинематографистами Франции и Мексики, с огромным успехом шёл во многих зарубежных странах, в том числе и в кинопрокате СССР под названием «Невезучие». Молодая актриса появилась в небольшой роли девушки лёгкого поведения, с постельной сценой с широко известным актёром Жераром Депардьё (несмотря на то, что данная любовная сцена на экране не носила никакого сексуального характера, в советской версии она была подвергнута цензуре и вырезана, с участием актрисы Альфаро был оставлен лишь эпизод в баре «Солнечный клуб»). В дальнейшем Хакаранда довольно часто появлялась на экране в обнажённом виде, участвуя в сценах эротического и лёгкого порнографического содержания. Помимо актёрской деятельности работала в качестве фотомодели, позируя для различных модных журналов, зачастую в жанре эротики. Её фото неоднократно публиковались на заглавных страницах, обложках престижных изданий. Также актриса принимает участие в театральных проектах.
В 2006 году Альфаро ушла из кинематографа, но продолжила играть в театре.

### Личная жизнь
Хакаранда Альфаро является бисексуалкой и активисткой движения ЛГБТ. Была замужем, от брака сын Фелипе Альфаса (род. 1997).

## Избранная фильмография

### Художественные фильмы
- 1980 — Ищу чемпиона / Buscando un campeón
- 1981 — Невезучие (Козочка, или Ловля на живца) / La cabra / La chèvre — проститутка, проведшая ночь с Жаном Кампана
- 1984 — Карнавальная ночь / Noche de carnaval
- 1987 — Дни насилия / Días de violencia
- 1988 — Я прошу обмануть мужа / Solicito marido para engañar — Даниэла
- 1989 — Интимный дневник для кабаре / El diario íntimo de una cabaretera — заключённая в женской тюрьме
- 1989 — День служанок / El día de las sirvientas
- 1989 — Хорошо провести время / Pasándola bien
- 1989 — Только для изменников / Solo para adúlteros
- 1989 — От супер самца до супер самки / De super macho a super hembra
- 1989 — У моей жены есть любовник / Mi mujer tiene un amante
- 1989 — Огненный вратарь (Пылающие ворота) / La portera ardiente — Минерва
- 1990 — Остерегайтесь парня / Cuidado con el chico — Лупита
- 1990 — Казанова 2000 / Casanova 2000
- 1990 — Роскошная… но ласковая / Encajosa… pero cariñosa
- 1990 — Денди и его женщины / El dandy y sus mujeres
- 1990 — Пользователи любви / Los aboneros del amor
- 1991 — Искусство наставлять рога / El arte de poner los cuernos
- 1991 — Смертельное нападение / Asalto mortal
- 1991 — Дьявольские наркосатанисты / Narcosatánicos diabolicos
- 1991 — Первородный грех / Pecado original
- 1991 — Двое из города Нако на планете женщин / Dos nacos en el planeta de las mujeres
- 1991 — Чили / El Chile
- 1992 — Бронированный блейзер 2 / La blazer blindada 2 — Сорайя
- 1992 — Зеленщики 3 / Los verduleros 3
- 1995 — Фотографируя смерть / Fotografiando la muerte — Барбара
- 1998 — Хуан Каманей в Акапулько / Juan Camaney en Acapulco
- 1999 — Зеленщики снова атакуют / Los verduleros atacan de nuevo — Матильда
- 1999 — Шайка на красном Транс-Ам / La banda del TransAm rojo — Эстелла
- 2001 — Возвращение Камелии ла Чикана / El regreso de Camelia la Chicana
- 2003 — Интернат для девушек / Internado para señoritas

### Телесериалы

#### телекомпания «Televisa»
- 1985 — Никто, кроме тебя / Tú o nadie — Памела Кармела Мартинес
- 1985 — Единокровка / De pura sangre — Чиу
- 1987 — Непокорная / La indomable — Хакаранда
- 1987—1988 — Дикая Роза / Rosa salvaje — Ирма Сервантес Дельгадо, любовница Федерико Роблеса
- 2001 — Попробуй забыть меня / Atrévete a olvidarme — Лудивина